# Helmitheros vermivorum
A Helmitheros vermivorum a madarak osztályának verébalakúak (Passeriformes) rendjébe és az újvilági poszátafélék (Parulidae) családjába tartozó Helmitheros nem egyetlen faja.

## Előfordulása
Az Amerikai Egyesült Államok keleti részén költ, telelni a Karib-térségbe és Mexikón, és Közép-Amerikán keresztül Kolumbia és Venezuela területéig vonul. Kóborlóként szerepel Anguilla, Antigua és Barbuda, Guadeloupe, Saint-Pierre és Miquelon fajlistáján.
A természetes élőhelye szubtrópusi és trópusi lombhullató erdők.

## Megjelenése
Átlagos testhossza 13 centiméter, szárny fesztávolsága 20 centiméter, testtömege 12-14 gramm.

## Életmódja
Fákon és bokrokon keresi rovarokból álló táplálékát.

## Szaporodása
A fészekalja 3-5 tojásból áll, melyen 12-14 napig kotlik. A fiókák kirepülése még 8-9 napot vesz igénybe.